# Site préhistorique
Un site préhistorique est un site présentant les traces d'une occupation humaine pendant la Préhistoire, sous la forme de fossiles humains (site paléontologique) et / ou d'artéfacts archéologiques (site archéologique).

## Voir notamment
- Sites préhistoriques en Afrique :

- Sites paléolithiques
- Sites néolithiques
- Sites mégalithiques
- Grottes ornées
- Gravures rupestres

- Sites préhistoriques en Amérique :

- Sites paléolithiques
- Sites mégalithiques en Amérique du Nord
- Sites mégalithiques en Amérique du Sud
- Grottes ornées
- Sites d'art rupestre

- Sites préhistoriques en Asie :

- Sites paléolithiques
- Sites mésolithiques
- Sites néolithiques
- Sites mégalithiques
- Grottes ornées
- Gravures rupestres

- Sites préhistoriques en Europe :

- Sites paléolithiques
- Sites mésolithiques
- Sites néolithiques
- Sites mégalithiques
- Sites de l'Âge du bronze
- Sites de l'Âge du fer
- Grottes ornées
- Gravures rupestres

- Sites préhistoriques en Océanie :

- Sites mégalithiques
- Sites d'art rupestre